# Larry McDonald
Lawrence Patton McDonald, né le 1er avril 1935 à Atlanta et mort le 1er septembre 1983 près de l'île de Sakhaline, est un homme politique américain, membre du Parti démocrate, de tendance conservatrice. Il est membre de la Chambre des représentants pour le 7e district de Géorgie de 1975 à sa mort.

## Biographie
Il est le cousin du général George Patton. Il est passager du vol 007 Korean Air Lines abattu par l'URSS le 1er septembre 1983 et disparaît dans la catastrophe. Au moment de sa mort, il présidait la John Birch Society, succédant à Robert W. Welch, Jr.. Il était connu pour son anticommunisme viscéral. Des sources affirment qu'il pourrait y avoir un lien entre ses opinions et la prise pour cible de l'avion.

### Politique
Grand admirateur de Joseph McCarthy. Il pensait que des cercles puissants - parmi lesquels le Parti socialiste des travailleurs - au sein des États-Unis voulaient créer un gouvernement mondial de tendance capitaliste monopoliste d'État, en d'autre terme « socialiste ». Il a souligné les liens étroits unissant le Council on Foreign Relations, l'ONU, la CIA et l'URSS. En 1983, il a affirmé que ces cercles de l'élite politico-économique des États-Unis ont soutenu le transfert de technologie de pointe à l'URSS, rejoignant ainsi l'analyse d'Antony Cyril Sutton. Déjà alors, il disait « qu'il va y avoir un désastre pour la République américaine ».
Il était un partisan de l'école autrichienne et membre de l'Institut Ludwig von Mises. Il soutenait l'idéologie d'une politique monétaire restrictive à la fin des années 1970 pour sortir l'économie de la stagflation, et prônait le retour à l'étalon-or.
McDonald qualifiait l'État-providence de « désastre » et a favorisé le contrôle par étapes des programmes de la Grande société de Johnson aux États pour qu'ils fonctionnent. Il a également contribué aux réductions de l'aide au développement, déclarant : « Selon moi, l'aide au développement est un domaine que vous pouvez non seulement réduire, mais où vous pouvez utiliser une tronçonneuse en termes de réductions ».
En 1981, McDonald a coparrainé une résolution « exprimant le sentiment du Congrès que les actes homosexuels et la catégorie d'individus qui préconisent une telle conduite ne recevront jamais une considération spéciale ou un statut protégé en vertu de la loi ».
Il a préconisé l'utilisation du médicament non approuvé laétrile pour traiter les patients à un stade avancé du cancer malgré l'opinion médicale selon laquelle la promotion du laétrile pour traiter le cancer était un exemple canonique de charlatanisme,.
McDonald s'est également opposé à l'établissement de Martin Luther King, Jr. Day, en affirmant - sans démonstration aucune - que le FBI avait la preuve que Martin Luther King « était associé et manipulé par les communistes et les agents communistes secrets ».
En 1979, avec John Rees et le major général John K. Singlaub - membre fondateur de la CIA -, McDonald a fondé la Western Goals Foundation. Selon The Spokesman-Review, il visait à « émousser la subversion, le terrorisme et le communisme » en comblant le vide « créé par la dissolution du Comité des activités non américaines de la Chambre et ce que [McDonald] considérait comme la paralysie du FBI dans les années 1970 ». McDonald est devenu le deuxième président de la John Birch Society en 1983, succédant à Robert Welch.

### Mort
Il meurt le 1er septembre 1983 dans le vol Korean Air Lines 007, l'appareil ayant dévié de sa trajectoire puis étant ensuite visé par l'aviation soviétique en plein ciel,,.
Il laisse dans le deuil sa femme Kathryn McDonald,,. À la suite de cet accident, le GPS sera autorisé pour tous les civils par décret du président Reagan à partir du 16 septembre 1983,,. 

## Ouvrages
- 1976 : We Hold These Truths: a reverent review of the U.S. Constitution '76 Press, Seal Beach, California.  (ISBN 0-89245-005-3).
- 1977 : Trotskyism and Terror: The Strategy of Revolution, ACU Education and Research Institute, Washington, DC.